# Scratch My Back
"Scratch My Back" é um single da artista musical portuguesa, Aurea, disponível no seu segundo álbum de estúdio, Soul Notes (2012). Foi composto por Rui Ribeiro, Ricardo Ferreira e João Pedro Matos.
O seu lançamento decorreu no aniversário de Aurea, 7 de setembro de 2012, através da Blim Records, marcando o seu último single desde 2011. A música de 2011 era um cover de "Dream a Little Dream of Me". 
Em 2013, foi nomeado para Melhor Música de 2012 nos Globos de Ouro de 2013, mas perdeu para "Desfado", de Ana Moura. 

## A revelação
A 6 de setembro de 2012, Aurea revelou que no dia seguinte ia estrear o seu novo single, na Rádio Comercial. Assim foi. Ouviu-se na Rádio Comercial e depois Aurea foi entrevistada.

## Escrita e composição
A música foi escrita por Rui Ribeiro e composta por Ricardo Ferreira, João Pedro Matos e por Rui Ribeiro. 

## Videoclipe
O video foi dirigido por André Badalo e lançado a 29 de setembro de 2012, apesar da saída do single ter acontecido a 7 de setembro. Nele, Aurea faz o papel de duas personagens.

## Presença nos média
"Scratch My Back" faz parte da banda sonora de Doida Por Ti (2012-2014), telenovela da TVI, sendo na mesmo o tema do casal Rita (Sílvia Rizzo) e Samuel (Fernando Luís).